# Personnages des Frères Scott
 (mai 2011).
Si vous disposez d'ouvrages ou d'articles de référence ou si vous connaissez des sites web de qualité traitant du thème abordé ici, merci de compléter l'article en donnant les références utiles à sa vérifiabilité et en les liant à la section « Notes et références ».
Cet article présente les personnages de la série américaine Les Frères Scott.

## Personnages principaux

### Familles Scott

#### Famille Scott-Sawyer
- Lucas Eugene Scott (Chad Michael Murray) : c'est le fils de Dan Scott et de Karen Roe, le demi-frère de Nathan Scott, et le meilleur ami de Haley James Scott. Il est très proche de son oncle Keith Scott qu'il considère comme son père. C'est un garçon posé, calme, affectueux mais têtu. Il est plutôt sportif et intègre, au début de la saison 1, l'équipe de basket-ball du lycée, dont son demi-frère et pire rival, Nathan, est le capitaine. Dans la saison 2, il apprend qu'il a une maladie cardiaque à cause de son père. À partir de la saison 4, il laisse tomber le basket-ball à cause de sa maladie de cœur et se concentre sur son rêve de devenir écrivain. Côté amour, il tombe tout d'abord amoureux de Peyton Sawyer, qui est à cette époque la petite amie de Nathan, mais cet amour n'est pas réciproque. Il sort alors avec Brooke Davis, la meilleure amie de Peyton qui est pom-pom girl. Fin de saison 3, il apprend qu'il va avoir une petite sœur qui s'appelle Lily Roe Scott. Après avoir rompu avec Brooke, il sort avec Peyton mais la quitte après qu'elle a refusé sa demande en mariage (saison 5). Il demande finalement en mariage Lindsey, sa nouvelle petite amie, mais celle-ci l'abandonne devant l'autel lorsqu'elle comprend qu'il aime Peyton. Lucas réussit à reconquérir le cœur de Peyton et ils ont un enfant ensemble : Sawyer Scott (saison 6). Lui et Peyton n'apparaissent plus dans la série après la saison 6. Le personnage de Lucas fera une apparition dans la saison 9

- Peyton Elizabeth Sawyer Scott (Hilarie Burton) : c'est l'épouse de Lucas Scott et la meilleure amie de Brooke Davis et de Haley James Scott. Peyton passe beaucoup de temps sur son blog et aime dessiner. C'est une artiste très originale. Peyton devient présidente d'un label de musique une fois ses études terminées. Côté amour, elle sort tout d'abord avec Nathan Scott, mais voyant son comportement arrogant et sadique envers son demi-frère Lucas Scott, elle décide de le quitter. Peu de temps après, elle tombe sous le charme de Lucas ; cette attirance est réciproque, mais lui sort avec Brooke, sa meilleure amie. Dans la saison 5, on apprend que Lucas l'aurait demandé en mariage, mais Peyton aurait refusé. Cependant, après quelques saisons, elle finit par épouser Lucas avec qui elle a une fille : Sawyer Scott. À la suite d'une maladie, elle tombe dans le coma avant l'accouchement et accouche par césarienne. À son réveil, elle quitte Tree Hill avec Lucas et Sawyer.

- Sawyer Brooke Scott : c'est la fille de Lucas Eugene Scott et de Peyton Elizabeth Sawyer. Son prénom, Sawyer, est le nom de jeune fille de Peyton et son deuxième prénom, Brooke, est celui de la meilleure amie de Peyton, Brooke Davis. Sawyer apparait dès sa naissance au cours de la saison 6 alors que sa mère est dans le coma et risque de mourir. Pendant trois jours, Peyton reste couchée et ne se réveille pas. C'est lors d'une visite de Lucas à son chevet qu'elle finit par se réveiller et donne alors le prénom de Sawyer à sa fille.

#### Famille James-Scott
- Nathan Royal Scott (James Lafferty) : il est le deuxième fils de Dan Scott et le premier de Deborah Lee, ainsi que le demi-frère de Lucas Scott. Dans la saison 1, il est le capitaine de l'équipe de basket-ball du lycée, que son demi-frère Lucas vient rejoindre. Plus jeune, il a eu beaucoup de pression de la part de son père. Côté amour, il sort tout d'abord avec Peyton Sawyer, mais voyant son côté arrogant et sadique envers son demi-frère Lucas, elle finit par rompre avec lui. Après la rupture, il tombe sous le charme de Haley James Scott et la demande en mariage. Dans la saison 4, Haley accouche d'un petit garçon baptisé James Lucas Scott (surnommé Jamie). Dans la saison 5, à la suite d'une bagarre, Nathan est paralysé et passe ses journées dans un fauteuil roulant, ruminant sa carrière brisée et ses erreurs, mais finit par se ressaisir pour sauver son couple et sa famille. Au fil des saisons, lui et Lucas commencent à devenir de très bons amis et de vrais frères en se considérant comme tel ils forment une famille au fil des saisons. Dans la saison 7, sa carrière est menacée par le scandale de Renée. Dans la saison suivante, Haley accouche d'une petite fille prénommée Lydia Bob Scott et Nathan abandonne définitivement le basket pour devenir agent.

- Haley Bob James Scott (Bethany Joy Lenz) : c'est la meilleure amie de Lucas Scott, la femme de Nathan Scott et la mère de James Lucas Scott. C'est aussi la meilleure amis de Brooke Davis et Peyton Sawyer. Dans la première saison, elle est élève au lycée de Tree Hill, comme la plupart de son entourage. Elle épouse ensuite Nathan Scott. Dans la saison 4, elle accouche de son fils, James Lucas Scott. Dans les saisons 5 et 6, Haley est professeur de littérature au lycée de Tree Hill, où elle a fait ses études. Dans la saison 7, elle recommence sa carrière de chanteuse. La même saison, sa sœur Quinn James lui rend visite car elle a des problèmes de couple. Leur mère Lydia leur rend visite, mais pour une très mauvaise nouvelle : elle est atteinte d'un cancer du pancréas et il ne lui reste que peu de temps à vivre. Haley tente de la faire guérir en lui cherchant d'autres avis d'autres médecins, mais finit par accepter son choix.  Malheureusement Lydia cède au cancer et meurt entouré de sa famille et de ses filles.   Après la mort de sa mère, Haley tombe en grande dépression n'ayant plus goût à rien elle montrera une autre facette d'elle et sera complètement brisée du décès de sa mère. Elle ira de mieux en mieux à mesure grâce à l'aide de sa famille de Nathan, de sa sœur et de Brooke alors  qu'approche la fin de la saison, où elle annonce à Nathan qu'elle est enceinte. Cette grossesse l'aide à remonter la pente et elle accouche d'une petite fille dans la saison 8 qu'elle baptise Lydia Bob Scott (le même prénom que sa mère).

- James « Jamie » Lucas Scott (Jackson Brundage) : c'est un enfant né à la fin de la saison 4. Il est le fils de Nathan Scott et d'Haley James Scott. Lorsque sa mère tombe enceinte de lui, elle et son père ont des problèmes financiers. Il nait le jour de la remise des diplômes au lycée de Tree Hill, le lycée que fréquentaient ses parents. Son premier prénom, « James », vient du nom de jeune fille de sa mère, et son deuxième prénom, « Lucas », vient de son parrain et oncle, Lucas Scott. Sa marraine est Brooke Davis. Ses grands-parents paternels sont Dan Scott et Deborah Lee et ses grands-parents maternels sont Jimmy et Lydia James. Ses tantes maternelles sont Quinn, Taylor et Viviane James. Jamie est un petit garçon un peu turbulent et fan du basket-ball, comme son père. Dans l’épisode 13 de la saison 5,  il dit que ses meilleurs amis sont son grand-père Dan, son oncle Skills et sa tante Brooke. Jamie est aussi très proche de Quentin (élève au début turbulent mais qui sera l’un des éléments déclencheurs de la guérison de Nathan et de l’évolution de son jeu au basket). Dans la saison 8, il aura une petite sœur, Lydia Scott. À la fin de la saison 9 on découvrira qu'il a battu les records de points marqués en championnat de son père quand il était au lycée.

- Lydia Bob Scott : elle est la petite fille de Nathan Scott et d'Haley James Scott et la cadette de James Lucas Scott. Elle nait durant la saison 8. Elle est nommée d'après sa défunte grand-mère maternelle, Lydia James, et son second prénom, Bob, est le second prénom de sa mère ainsi que le nom du chat de ses grands-parents.

### Famille Davis-Baker
- Brooke Penelope Davis Baker (Sophia Bush) : c'est la femme de Julian Baker. ainsi que la meilleure amie de Peyton Sawyer et d'Haley James Scott,  Dans les premières saisons, Brooke est la capitaine des pom-pom girls du lycée de Tree Hill. Elle est d'abord vue comme une fille superficielle, têtue et prétentieuse, mais au fil des saisons, elle montrera son cœur d'or ainsi que sa générosité et son dévouement. C'est une fille attachante, comique, peu énervante et parfois agressive envers ses ennemis et même parfois envers ses amis. Elle est la marraine de James Lucas Scott, fils de Nathan et Haley Scott. Brooke est une amoureuse de la mode et a même créé une ligne de vêtements nommée « Clothes Over Bro's ». Elle est également gérante d'une boutique de vêtements avec sa mère, Victoria Davis. Côté amoureux, Brooke sort tout d'abord avec Lucas Scott. Ils rompent après l'accident de voiture de Lucas. Elle a ensuite une « amitié améliorée » avec Felix, un nouvel élève, avant de se rendre compte qu'elle aime toujours Lucas. Dès le début de la saison 5, on apprend que Brooke est devenue une cheffe d'entreprise de sa multinationale Clothes Over Bro's ; elle est donc pratiquement millionnaire et très célèbre, mais décide de retourner à Tree Hill pour trouver enfin le bonheur. À Tree Hill, elle ouvre sa boutique de vêtements Les Copines D'Abord. Dans la saison 6, Brooke se rapproche de Julian Baker, l'ex petit ami de Peyton. À la fin de la saison 8, elle devient l'épouse de Julian et accouche de deux jumeaux qu'elle baptise Davis et Jude.

- Julian Andrew Baker (Austin Nichols) : le personnage est apparu lors de la saison 6. C'est le fils d'un célèbre producteur de Los Angeles et il est l'ancien petit ami de Peyton Sawyer. Julian est le petit ami de Brooke Davis et devient son mari à la fin de la saison 8 ainsi que le père de deux jumeaux. Il travaillait avec Lucas Scott pour produire son livre au cinéma, mais à la suite de difficultés financières, ils échouent. Finalement, au départ de Lucas, Julian réussit à avoir assez d'argent pour produire le livre au cinéma. Pour cela, il travaille avec Alex Dupre, le mannequin de la collection de vêtements de Brooke, ce qui rend Brooke jalouse d'Alex. Dans la saison 9 il adaptera le vol noir d'un corbeau (roman de Lucas Scott) sous forme de série avec comme personnage principal Brooke Davis.

- Davis et Jude Baker : Davis et Jude sont les deux jumeaux de Julian Andrew Baker et de Brooke Penelope Davis, apparus pour la première fois dans le dernier épisode de la huitième saison This is my House, This is my Home. Brooke est mystérieusement tombée enceinte d'eux, car auparavant, les médecins lui avaient prédit qu'elle ne serait jamais enceinte. De plus, les jumeaux sont nés sept mois après que Brooke est tombée enceinte. Malgré leur naissance prématurée de deux mois, Jude et Davis sont en bonne santé. Le prénom Davis est le nom de jeune fille de Brooke, et Jude provient de la chanson Hey Jude écrite par Paul McCartney pour le fils de John Lennon, Julian.

## Entourage

### Saison 1
- Daniel Robert Scott (Paul Johansson) : c'est le père de Lucas et Nathan Scott ; l'ex petit-ami de Karen Roe ; l'ex-mari de Deborah Lee ; et le grand-père de James Lucas Scott. Au lycée, Dan était la star de l'équipe de basket, les Ravens de Tree Hill : il jouait dans l'équipe avec son frère aîné Keith, bien moins doué que lui. C'est un homme un peu psychopathe. Dan a rencontré Karen Roe au lycée. Ils sont sortis ensemble, et Karen est tombée enceinte alors que Dan et elle venaient d'être diplômés. Voulant continuer sa carrière de basketteur à l'université, Dan abandonna alors Karen, qui décida néanmoins de garder l'enfant, un garçon qui se nommera Lucas. À l'université, Dan a ensuite rencontré Deborah Lee. L'histoire s'est répétée : ils sont sortis ensemble, elle est tombée enceinte. Cette fois, Dan, peut-être plus mature, a décidé de rester avec elle. Parallèlement, le jour de la naissance de l'enfant de Karen, Dan a vu son fils Lucas dans les bras de son frère Keith : il a alors compris que Karen ne désirait plus le voir. Dan a tué son frère Keith Scott, croyant qu'il avait voulu le tuer. Dans la saison 7, Dan est marié à Rachel Gatina, une ancienne camarade de lycée d'Haley, Peyton et Brooke et il est animateur de sa propre émission. Il mourra dans la saison 9 après avoir sauvé son fils d'un enlèvement.

- Karen Roe (Moira Kelly) : c'est la mère de Lucas Scott ; l'ex petite amie de Dan Scott ; la belle-mère de Peyton Sawyer ; la grand-mère de Sawyer Scott ; et la fiancée de Keith Scott. Karen est sortie à l'époque du lycée avec Dan Scott. Elle est tombée enceinte alors qu'ils venaient d'être diplômés. Karen garda le bébé (Lucas) malgré le fait que Dan l'ait abandonnée pour poursuivre ses études à l'université. Karen a élevé son fils seule, avec l'aide de Keith, le frère ainé de Dan et donc l'oncle de Lucas. Karen possède un café à Tree Hill, le Karen's café. D'autre part, Karen se lie d'amitié avec la femme de Dan, Déborah. Keith Scott la demande en mariage mais celle-ci décline sa proposition, ce qui crée un froid entre eux. Quelques saisons plus tard elle finira par accepter ; elle tombe enceinte mais Keith ne connaîtra jamais son enfant puisqu'il fut tué par son frère lors de la prise d'otages au lycée de Tree Hill. Karen sera complètement anéantie par la perte de l'amour de sa vie. Elle mettra énormément de temps avant de se remettre de la mort de l'homme de sa vie.  Karen garda le bébé et la prénomma Lily.

- Keith Alan Scott (Craig Sheffer) : c'est le frère et ennemi juré de Dan Scott. Il a aidé Karen à élever seule Lucas, le fils de Dan. Il a donc toujours été considéré comme un père par Lucas, qui ne connait que très peu son vrai père. Il est également l'oncle de Nathan. Keith a demandé Karen en mariage, mais celle-ci a refusé, ce qui a créé un froid entre eux. Il a également couché avec Deborah, la mère de Nathan. Il est assassiné par Dan à la fin de la saison 3, il ne connaîtra donc jamais sa fille Lily. Après quoi Lucas et Nathan promettent de ne plus jamais revoir Dan. Dans la saison 4, Keith apparaît comme un « ange gardien » dans la série : il apparaît pour la première fois dans l'eau, quand Nathan va sauver Cooper et Rachel. Lucas et Karen le voient également lorsqu'ils sont tous les deux dans le coma.  Il est l'amour de la vie de Karen et le père adoptif de Lucas.

- Marvin « Micro » McFadden (Lee Norris) : c'est l'ami de Lucas Scott et de Brooke Davis. Il est le commentateur des matchs de basket de l'équipe des Ravens. Micro et son ami Jimmy Edwards ont pris l'habitude de commenter les matchs de basket entre Lucas Scott et ses amis, quand ceux-ci jouent sur le terrain extérieur. Lorsque Lucas est recruté dans les Ravens, il devient le commentateur officiel de l'équipe. Il se lie alors d'amitié avec Brooke Davis, qui l'« achète » au cours d'une soirée de vente aux enchères. Il tombe sous son charme, même si elle est attirée de son côté par son ami Lucas. Micro aidera ainsi Brooke lors d'un concours de pom-pom girls, car il se révèle en effet être un excellent danseur. Dans la saison 2, il devient ami avec Felix, un nouvel étudiant. Il sort tour à tour avec Rachel Gatina, une fille du nom de Gigi, Millicent Huxtable et Lauren.

- Antwon « Skills » Taylor (Antwon Tanner) : c'est le meilleur ami de Lucas Scott, avec qui il joue régulièrement au basket. Avec Micro, Fergi, Junk et Jimmy, ils forment une bande d’amis très soudée. Skills a eu une relation amoureuse avec Bevin avant d'en avoir une avec Deborah Lee puis avec la maîtresse de James Lucas Scott. Alors que Micro (son colocataire) souhaiterait qu'il quitte l'appartement afin qu'il puisse y vivre seul avec sa copine Millicent, Skills refuse catégoriquement. Il commence après à sortir avec l'enseignante de Jamie, Lauren. Dans la saison 9 il se remettra avec sa copine de lycée Bevin.

- Deborah Lee (Barbara Alyn Woods) : c'est la mère de Nathan Scott, l'ex-femme de Dan Scott et la grand-mère de James Lucas Scott. Au début de la série, Deborah vit dans une belle maison avec son mari Dan Scott et leur fils Nathan, qu'ils ont eu en première année d'université. Deborah est souvent absente de la maison et c'est donc Dan qui joue un grand rôle dans l'éducation de leur fils. Elle se rend cependant compte que Dan met beaucoup de pression sur le dos de Nathan et elle décide alors d'arrêter de travailler pour être plus présente à la maison. Elle se lie également d'amitié avec Karen Roe, la mère du premier fils de Dan, Lucas, et commence à l'aider au Karen's Café. Lorsque Karen décide de partir faire un stage en Italie, c'est Deborah qui la remplace alors au café. Deborah se rend ensuite compte que Dan n'est plus l'homme qu'elle a épousé et demande le divorce. Elle couche ensuite avec Keith Scott, le frère de Dan, qui les surprend. Dan fait par la suite une crise cardiaque alors que Deborah entre dans la maison. Deborah n'est pas très enthousiaste à l'idée du mariage de Nathan et d'Haley et tente de les séparer.

- Larry Sawyer (Thomas Ian Griffith) : c'est un personnage apparu dans les saisons 1 à 3. Larry est le père adoptif de Peyton, qui l'a élevé seul après la mort de sa femme Anna. Il est souvent absent à cause de son travail, mais lui et Peyton entretiennent une relation étroite et parlent souvent. Il est sur-protecteur envers sa fille et, dans une certaine mesure, envers Brooke aussi.

- Jake Jagielski (Bryan Greenberg) : personnage qui apparaît dans les trois premières saisons de la série. Il est élève  au lycée de Tree Hill, fait partie de l'équipe de basket des Ravens et joue souvent de la guitare. Jake est également le père d'une petite Jenny qu'il élève seul depuis que Nikki, la mère, les a abandonnés. Lorsque celle-ci revient pour récupérer la garde de Jenny, Peyton aide Jake et sa fille à fuir. Il réapparaît dans la saison 2 et sort pendant une majeure partie de la saison avec Peyton mais Nikki revient également. Il confie sa fille au coach Durham puis se livre à la police. Nikki retrouve Jenny puis quitte la ville poursuivi par Jake. Peyton le retrouve à Savannah dans la saison 3 où elle lui demande de l'épouser or pendant son sommeil elle dit aimer Lucas. Jake est amer et lui demande de retrouver Lucas. Il ne réapparaît plus dans la série.

### Saison 2
- Felix Taggaro (Michael Copon) : c'est un personnage qui figure uniquement dans la saison 2. C'est un ancien petit ami de Brooke, avec qui elle sort après sa rupture avec Lucas. Il écrit « Dyke » (« Gouine » en anglais) sur le casier de Peyton, après que Felix, lors du bal du lycée, s'est moqué de Peyton car selon lui, elle a eu un comportement de lesbienne.

- Anna Taggaro (Daniella Alonso) : ce personnage apparait dans onze épisodes de la saison 2. Elle a déménagé à Tree Hill après que des rumeurs aient commencés à circuler sur son orientation sexuelle à son ancienne école, chose que son frère Felix lui reproche. Elle tombe sous le charme de Lucas, mais son amour n'est pas réciproque, malgré une courte relation. Lucas rompt avec elle à cause de ses sentiments pour Brooke. Après sa rupture avec Lucas, elle forme une solide relation avec Peyton, et Anna embrasse Peyton. Quand elle découvre que Felix a écrit « Dyke » (« Gouine ») sur le casier de Peyton, Anna tente de le faire expulser du lycée. Finalement, elle quitte Tree Hill pour rejoindre son école précédente, après avoir fait son coming-out en tant que bisexuelle.

- Elizabeth « Ellie » Harp (Sheryl Lee) : Ellie apparaît dans les saisons 2 et 3. Ellie était dans sa jeunesse une cocaïnomane. Lorsqu'elle est tombée enceinte de Peyton, elle a décidé de renoncer à elle ; Peyton a été adoptée par Anna et Larry Sawyer. Elle a accepté de ne pas avoir de contact avec sa fille, mais change plus tard d'avis et y parvient finalement à la fin de la saison 2. Ellie est une écrivain et fait semblant d'écrire un article de magazine sur Peyton afin qu'elles puissent se rencontrer. Elle meurt d'un cancer du sein et Peyton découvre son corps ce qui la traumatisera et lui fera beaucoup de mal elle se remettra de sa mort grâce à Lucas et Brooke.

- Emily « Julia » (Jules dans la version originale) Chambers (Maria Menounos) : c'est un personnage qui figure uniquement dans la saison 2. Emily, qui fait semblant d'être « Jules », est une femme qui a été payée par Dan afin de rendre Keith amoureux d'elle et de lui briser le cœur. C'est le moyen utilisé par Dan pour se venger de Keith, après que celui-ci a couché avec Deborah. Emily accepte le travail pour payer ses factures d'hôpital dues à son petit ami violent avec elle. Elle fait effectivement tomber Keith amoureux d'elle, mais quitte Tree Hill le jour de son mariage avec Keith.

- Chris Keller (Tyler Hilton) : ce personnage figure dans les saisons 2, 3, 4 et 9. Il est introduit lorsque Peyton demande à mettre en place un dépliant dans le magasin de disques où il travaille. Il passe plus tard des auditions au label de Peyton. Haley est impressionnée par son audition. Elle l'invite à en studio, et tous les deux enregistrent une reprise de Ryan Adams. Il cause des problèmes dans le mariage de Nathan et Haley après qu'il a convaincu Haley de le suivre en tournée à travers les États-Unis.

- Cooper Lee (Michael Trucco) : c'est un personnage qui apparaît dans les saisons 2, 3 et 4. Cooper est l'oncle de Nathan Scott et le frère de Deborah Lee. Il est arrivé à Tree Hill pour acclamer Nathan après sa rupture avec Haley. Il revient ensuite protéger Deborah de Dan et entretient une relation avec Rachel Gatina.

- Andy Hargrove (Kieren Hutchison) : c'est un personnage qui est apparu de la saison 2 à la saison 5. Il est néo-zélandais. Il se trouve être extrêmement riche. Andy est professeur  à l'université de Tree Hill où Karen reprend ses études. Les deux ont commencé à se fréquenter, mais après que sa mère est tombée malade, il doit retourner en Nouvelle-Zélande. Karen lui a rendu visite, mais ils se sont séparés parce qu'elle ne voulait pas avoir d'enfants. Ils se sont réconciliés par la suite et il revient avec Karen pour le mariage de Lucas dans la saison 5. Karen et Andy sont maintenant mariés et ont parcouru le monde tout en élevant la fille de Karen et de Keith, Lily. Il a une belle relation avec son beau-fils Lucas, il l'a notamment aidé à découvrir les magouilles de Dan lors de la saison 2.

- Taylor James (Lindsey McKeon) : c'est un personnage qui apparaît dans les saisons 2 et 7. Taylor est la sœur de Haley et de Quinn. Elle est considérée comme la "méchante", l'égocentrique et la minable de la famille. Dans la saison 7, Taylor arrive à Tree Hill dans les bras de David, l'ancien mari de sa sœur Quinn. Ce dernier la laisse. Elle est aussi présente quand sa mère Lydia dit à ses filles qu'elle a un cancer du pancréas et qui lui reste peu de temps à vivre. Taylor est en colère contre sa mère et quitte Tree Hill. Elle revient voir sa mère lorsqu'il ne lui reste que quelques heures à vivre. Elle, Haley, Quinn, Jamie, Nathan et Clay participent  aux funérailles de Lydia où se passe la dispersion de ses cendres.

- Lydia James (née Briguart) (Bess Armstrong) : elle est la mère d'Haley, de Quinn, de Taylor, de Vivian et de trois autres garçons. Elle a pleinement appuyé la décision de Haley de se marier avec Nathan, s'opposant à la mère de celui-ci, Deb, parce que le bonheur de ses enfants est très important pour elle. Dans la saison 7, Lydia rend visite à ses filles, Haley, Taylor et Quinn et on apprend alors que son mari était mort plusieurs années avant. Elle annonce qu'elle a un cancer du pancréas et qu'il ne lui reste que peu de temps à vivre. Elle veut passer son temps avec ses filles plutôt que d'essayer de combattre le cancer car elle est en phase terminale. Cela pousse Taylor à partir. Elle loue aussi un studio de photographie pour Quinn, l'encourageant à poursuivre ses rêves. Lorsque son état s'est aggravé, elle a été hospitalisée. Quinn a parlé à Taylor, lui demandant de rendre visite à leur mère et Taylor revient. Elle présente finalement ses excuses pour son comportement puis Lydia lui a dit qu'au contraire de ses autres enfants, Taylor lui a rappelé une version plus jeune d'elle-même. Haley, Nathan, Quinn, Taylor, Jamie et Clay sont ensuite restés avec Lydia jusqu'à son décès. Elle a été incinérée et ses cendres ont été dispersées par Haley, Quinn et Taylor.

### Saison 3
- Rachel Virginia Gatina Scott (Danneel Harris) : est un personnage qui arrive dans la saison 3. Au début de la série, comme tous les autres, Rachel est étudiante au lycée de Tree Hill et tente de prendre la place de Brooke en tant que capitaine des pom-pom girls du lycée. On découvre au cours de la saison 3 que Rachel n'a pas toujours eu le physique qu'elle a aujourd'hui, et qu'elle a dû subir de nombreuses opérations de chirurgie esthétique. Elle avait également des problèmes de poids et ne parvenait pas à supporter l'image de son corps. C'est Brooke qui dévoile son secret pour se venger de tout ce qu'elle lui a fait auparavant. Quatre ans après, dans la saison 5, Rachel est devenue mannequin et a été engagée par Brooke. On retrouve Rachel dans la saison 7, elle est alors la nouvelle femme de Dan Scott et la productrice de son émission. Ils se sont rencontrés alors qu'elle était stripteaseuse et lui en pleine dépression.

- Gigi Silveri (Kelsey Chow) : est un personnage qui apparaît dans les saisons 3, 4 et 6. Gigi est devenu une annonceuse pour "Ravenshoops.com" pour remplacer Jimmy Edwards au début de la saison 3. Elle est la copine de Micro (Marvin McFadden) pendant un certain temps. Au lycée, elle était très timide et nerveuse ; à la fac, elle devient optimiste, girlie et salope. Elle est revenue dans la saison 6 en tant que stagiaire de Micro, en remuant jusqu'à un drame entre lui et Millicent.
- Elizabeth "Ellie" Harp (Sheryl Lee) :

### Saison 4
- Chase Adams (Stephen Colletti) : est un personnage qui apparaît à partir de la saison 4. Brooke est très vite séduite par lui. Chase fait partie de la "Clean Teen", tout comme Brooke. Ils vont rapidement devenir plus proches grâce à un point commun : ils ont tous les deux eu un meilleur ami qui a couché avec leur petit ami. Ils vont même s'embrasser à la fin de l'épisode 12 et sortir ensemble pendant quelques épisodes. Lors de l'épisode 4.13, Chase et Brooke formeront un duo pour un exposé. Dans l'épisode 15, où l'on apprend que Brooke a couché avec Nathan pendant qu'il sortait avec Peyton, Chase rompt avec Brooke car elle a fait à Peyton quelque chose que Chase a lui-même vécu et dont il a souffert. Après que Brooke aura été séquestrée par le faux "Derek", il voudra se rapprocher d'elle. Il voudra lui dire ce qu'il ressent pour elle dans l'album du lycée. À la place, il va lui dire face-à-face. Brooke et Chase coucheront ensemble dans le dernier épisode de la saison 4. À la fin de la saison 7, Mia le quitte (sa petite amie), et celui-ci commence à sortir avec Alex Dupre.
- Derek Sommers (Ernest Waddell) : est un personnage qui figure dans les saisons 4 et 6. Derek est le demi-frère de Peyton. Lucas est surpris de découvrir que le frère de Peyton était noir, mais finalement, ce n'était pas beaucoup plus qu'un point de discussion. Il sauve Peyton et Lucas de "Psycho Derek". Bien que "Psycho Derek" se soit enfui de la maison de Peyton, celle-ci ne se sentait pas plus en sécurité et s'enfermait chez elle. Derek revient et lui apprend comment faire du kickboxing, pour traiter sa colère. Avec succès, car lors du retour de "Psycho Derek", Peyton utilise ses leçons pour le battre, ce qui a conduit à son arrestation. Peyton va de pair avec Derek au banquet de basket-ball du Corbeau, où il rencontre ses amis. La même nuit, Derek avait des ordres à expédier à l'Irak. Quand il revient de l'Irak, il est honoré par une médaille et Peyton assiste à la fonction. Il lui raconte comment son père, Mick, n'a jamais fait le concert USO, qu'il avait promis de faire. Peyton organise un concert USO pour lui et ses camarades militaires comme un cadeau de remerciement, et pour montrer qu'elle est sa famille et qu'elle serait toujours là pour lui.
- Lily Roe Scott est un personnage qui apparaît dans les saisons 4 et 5. Elle est née un jour avant son petit cousin, James Lucas Scott, soit le 12 juin 2006. Elle est la demi-sœur de Lucas, donc la fille de Karen Roe et de Keith Scott, lors d'un épisode des Frères Scott (saison 4). On la reverra aussi pour le mariage de son frère avec Lindsey (saison 5).

### Saison 5
- Victoria Anne Montgomery Davis (Daphne Zuniga) : est la mère de Brooke Davis. Elle dirige avec sa fille, Clothes Over Bros (Les Copines d'abord en français) à 50 % depuis New York. Brooke n'étant pas heureuse à New York, elle décide de retourner, à l'insu de Victoria, habiter à Tree Hill. Lorsque Victoria apprend la nouvelle, elle est furieuse. Elle se rend alors à Tree Hill pour ramener sa fille à New York, qui refuse catégoriquement d'y retourner. Victoria essaye donc, de faire le plus honte possible à Brooke à Tree Hill pour enfin quitter « cette ville minable », d'après ses propres mots. Puis, elle finit par accepter que Brooke ait ouvert un magasin là-bas et dirige Clothes Over Bro's de Tree Hill. Brooke va engager un styliste, Alexander Coyne, dont Victoria va tomber amoureuse. C'est une personne avec beaucoup de classe.

- Mia Catalano (Kate Voegele) : est un personnage qui vit à Tree Hill depuis la saison 5. C'est une chanteuse d'origine italienne qui jouait du clavier dans un groupe de musique avec son petit ami Jason. Cependant, lorsqu'elle choisit de se tourner vers Red Bedroom Records (le label dirigé par Peyton Sawyer), elle quitte le groupe ainsi que son petit-ami. Lorsque Peyton part avec son mari et sa fille, Haley James Scott prend la direction du label, dont elle et Mia sont les seules clientes. Dans la saison 6, elle commence à fréquenter Chase Adams et leur relation dure plus de deux ans, jusqu'à ce qu'à la fin de la saison 7, Mia le quitte à cause de ses occupations. Mais rapidement, elle se rend compte qu'il s'agit d'une erreur et lui envoie un SMS pour qu'ils se revoient qui restera sans réponse. Cependant Mia a le cœur brisé lorsqu'elle voit que Chase fréquente Alex Dupre et les deux deviennent rivales. Lorsque Chase rompt avec Alex, Mia et Alex tentent de le reconquérir mais il ne choisit aucune des deux. Mia commence à former une amitié avec Alex (bien que Chase va finalement ressortir avec cette dernière). Malgré sa rupture avec Chase, Mia se console avec son label, puisque Haley a recruté une chanteuse irlandaise, Erin. Plus tard dans la saison 8, Alex va également se joindre au label et Mia va l'aider à enregistrer son premier album.

- Millicent Huxtable (Lisa Goldstein) : est une amie Brooke Davis qui apparaît à partir de la saison 5. Elle est l'assistante de Brooke dans sa société "Clothes Over Bro's". Milicent fait des allers-retour entre New York et Tree Hill et aide Brooke à se battre contre sa mère Victoria. Dans la saison 8, après avoir suivi les plans de Victoria, "Clothes Over Bro's" a fait faillite. Par ailleurs, elle est la petite amie de Marvin « Micro » McFadden.

- Quentin Christopher Fields (Robbie Jones) : est un personnage qui apparaît seulement dans les saisons 5 et 6. Quentin est la star de l'équipe de basket du lycée, les Tree Hill Ravens, c'est aussi un garçon très indiscipliné qui pose des problèmes à Lucas et Skills, les deux nouveaux coachs de l'équipe, ainsi qu'à Haley, sa prof de littérature. Cependant, Lucas ne peut s'empêcher de tenter d'aider Quentin : il avoue à Skills que c'est parce que Quentin lui rappelle Nathan quand il avait le même âge. Alors que tout va beaucoup mieux pour Quentin, que ses notes remontent et que le basket lui promet une bourse à l'université, il est le témoin d'un meurtre en passant dans une station-service un soir après s'être entraîné avec Nathan Scott. Le meurtrier l'apercevant le tue d'un coup de revolver ; Quentin n'a alors que 17 ans. James Lucas Scott, le fils de Nathan et Haley, parviendra à consoler en partie Andre, le petit frère de Quentin, en lui donnant le maillot de basket de son frère.

- Lindsey Evelyn Strauss (Michaela McManus) : est un personnage qui apparaît dans les saisons 5 et 6. C'est la fiancée de Lucas. Elle l'a rencontré en publiant, en tant qu'éditrice, son tout premier livre, et ils sont tombés amoureux l'un de l'autre. Après que Peyton a refusé de l'épouser, Lucas demande la main de Lindsey. Elle revient à Tree Hill lors de la sortie du livre de Lucas. Elle ne se sentait pas très à l'aise avec Peyton. Après avoir abandonné Lucas devant l'autel, elle ne reviendra à Tree Hill que pour l'anniversaire des 5 ans de  Jamie.

- Carrie (Torrey DeVitto) : est un personnage qui apparaît dans les saisons 5 et 6. Carrie est une nounou engagée par Haley pour s'occuper de Jamie, lorsque Nathan était en fauteuil roulant. Elle fait des avances sexuelles à Nathan quand il a regagné l'usage de ses jambes. Carrie enlève Jamie lors du mariage de Lucas. Il est ensuite secouru par Dan qui menace de la tuer si elle s'approche de sa famille. Dans le dernier épisode de la saison 5, elle renverse Dan et l'enlève. On découvre dans la saison 6 qu'elle souhaite que Jamie devienne son fils, car il ressemble beaucoup au sien. Son fils est décédé très jeune. Personne ne sait que Dan a été enlevé. Elle se fait passer auprès de Haley pour une infirmière s'occupant de Dan dans une maison de repos et lui annonce par téléphone que Dan va mourir de sa maladie de cœur. Elle affirme que son dernier désir est de dire au revoir à Jamie, ce qui pousse Haley à l'emmener là-bas. Elle tente de la tuer et d'enlever Jamie à nouveau. Ils sont sauvés par Deb, qui se rend compte que Dan ne peut pas être dans cette maison.Elle va les rejoindre et brise une bouteille de champagne sur la tête de Carrie, celle-ci étant ensuite abattue par Dan.

- Owen Morello (Joe Manganiello) : est un personnage qui apparaît dans les saisons 5, 6 et 7. Owen Morello est le nouveau barman au TRIC. Il ne savait pas que Brooke était célèbre jusqu'à ce qu'elle lui dise, elle a essayé de le séduire mais il l'a rejeté en lui disant qu'elle était trop jeune. Il a révélé qu'il était un ancien toxicomane, et a été sobre pendant huit ans. Il est l'ami de Chase. Il sort avec Brooke mais la quitte quand elle lui annonce qu'elle veut avoir un enfant. Owen est de retour dans la saison 6 et présente ses excuses à Brooke, demandant une seconde chance, mais elle est passée à autre chose. Il a également été le coéquipier de Nathan au slamball. Après avoir recommencé à boire et avoir eu une aventure d'une nuit avec Millicent, il finit par quitter Tree Hill pour la réhabilitation, en laissant le bar entre les mains de Chase.

### Saison 6
- Lauren (Allison Munn) : est un personnage qui vit à Tree Hill depuis la saison 6. Mademoiselle Lauren est l'institutrice de Jamie. Ce dernier tombe sous son charme, mais voyant que son grand-père Dan était en train de la séduire en plaisantant sur Jamie, celui-ci eut le cœur brisé en dévoilant à Miss Lauren que son grand-père a déjà fréquenté la prison. À la fin de la saison, Lauren commence à entretenir une relation avec Skills. Mais lorsque celui-ci part à Los Angeles pendant quelques semaines pour son travail, Lauren le "trompe" avec Micro. Elle reviendra dans la saison 9 accompagnée de David, l'ancien mari de Quinn.

- Samantha « Sam » Walker (Ashley Rickards) : est un personnage qui apparaît uniquement dans la saison 6. Sam est une jeune fille troublée qui est orpheline et qui a volé dans le magasin de vêtements "Clothes Over Bros". Brooke décidera de l'héberger chez elle, bien que Sam ait un contact avec sa mère biologique. Au début, Sam se conduit comme une fille rebelle avec Brooke, mais après quelque temps, les deux filles ont une relation très proche. Sam a été dans la classe de littérature d'Haley et celle-ci l'encourage à écrire. Sam fugue plus tard chez un ami, Jack. Mais lorsque le frère aîné de Jack, qui s'annonce être un psychopathe, capture Sam et Jack, celui-ci réussit à se sauver sans aider Sam. Heureusement, Brooke aide Sam à quitter les griffes du frère de Jack (qui est le même psychopathe qui a agressé Brooke dans un autre épisode et se révèle également être l'assassin de Quentin Fields). Finalement, à la fin de la saison, Sam décide d'aller vivre chez sa mère biologique.

- Paul Norris (Gregory Harrison) : est un personnage qui apparaît dans la série depuis la saison 6. Paul est le père de Julian Baker et il est également un célèbre producteur de films de Los Angeles. Il est resté très proche de Peyton, même si elle a rompu avec son fils. Comme la plupart des parents à Tree Hill, il a une froide relation avec Julian. Il a laissé entendre un engouement de la part de la mère de Brooke, Victoria.

### Saison 7
- Clayton « Clay » Evans (Robert Buckley) : est un personnage qui vit à Tree Hill depuis la saison 7. Il est l'agent de Nathan Scott. Nathan le licencie après quelques épisodes, mais ils finissent par se réconcilier et redeviennent de très bons amis. Il est également ami avec Haley et son fils (et celui de Nathan) Jamie. On apprend qu'avant de venir habiter à Tree Hill, Clay avait une femme, Sara Evans, qui est décédée et il a beaucoup de mal à s'en remettre. Cependant, Clay s'engage dans une relation sérieuse avec la sœur d'Haley, Quinn James. Au fil de la saison, Clay est harcelé par une jeune joueuse de tennis, Katie Ryan, le sosie de Sara, qui tente de le rendre amoureux d'elle, et s’avère être une psychopathe. Dans le dernier épisode, Katie s'introduira de nuit chez Clay et tirera sur le couple avant de s'échapper par la porte-fenêtre de la chambre. La saison s'arrête sur l'image du couple baignant dans son sang.

- Quinn A. James (Shantel VanSanten) : est un personnage qui arrive au début de la saison 7. Quinn est une des sœurs aînées d'Haley James Scott. C'est une jeune femme sensible, intègre, généreuse, au regard extrêmement expressif et souvent au visage inquiet. Quinn est une photographe de métier très douée. Elle revient à Tree Hill pour s'éloigner de son mari David avec qui elle a des problèmes de couple. Bien qu'elle soit déjà mariée, Quinn se rapproche de Clay Evans, l'agent de Nathan Scott, qui est le mari de sa sœur Haley. Peu de temps après, elle reçoit une lettre de divorce de la part de son mari. Cependant, sa sœur Taylor arrive à Tree Hill dans les bras de son ex-mari David. Heureusement pour elle, David va laisser Taylor. Mais les choses ne se passent pas comme prévu : sa mère fait son retour à Tree Hill pour annoncer à ses filles (elle, Haley et Taylor) qu'elle a un cancer du pancréas et qui lui reste peu de temps à vivre. Haley est complètement détruite, Taylor est en colère et Quinn est la seule à garder son sang-froid, malgré sa tristesse. Après la mort de sa mère, Quinn sera amenée à aider sa sœur Haley, tombée dans une grave dépression.

- Alex Dupre (Jana Kramer) : est un personnage qui arrive au début de la saison 7. Alex est le nouveau visage de la ligne de vêtements de Brooke Davis, Clothes Over Bros. Elle est actrice de films et mannequin. C'est une belle fille, parfois un peu trop diva, qui est un peu alcoolique et qui provoque quelques ennuis entre le couple « Brooke / Julian ». Julian aide Alex à produire son scénario au cinéma, à la grande inquiétude de Brooke, qui a peur que Julian tombe amoureux d'Alex. Alex tombe sous le charme de Julian, et se fait virer par Brooke, qui la remplace par un nouveau mannequin avec qui Alex aura une relation. À cause d'elle, Brooke quitte momentanément Julian. Alex devient l'amie de Millicent Huxtable. Alex tente de se suicider en se coupant les veines dans sa baignoire, car elle ne faisait qu'attirer des ennuis pour les autres. Heureusement, Julian la retrouve et l’emmène à l'hôpital à temps. À son réveil, Julian lui annonce qu'elle est le personnage principal du film qu'il produit. À la fin de la série, elle commence à fréquenter Chase Adams.

- Miranda Stone (India de Beaufort) : est un personnage de la saison 7. Elle est employée de John Knight à Sire Records, et a été envoyé à Red Bedroom Records , pour diriger le label de Peyton et de Haley. Elle travaille actuellement à RBR au nom de Sire Records. Bien qu'ayant un caractère hostile et froid, elle a montré une certaine fidélité à Haley après avoir commencé à travailler à son label, notamment lors de la rencontre d'un journaliste qui voulait discuter de Nathan et du scandale avec Renee. Elle a, cependant, maintenu un horaire impitoyable avec Haley, en dépit de ses problèmes personnels, refusant de la laisser prendre des jours de congé. Elle a commencé à fréquenter Grubbs pendant quelques semaines avant son départ mais le quitte, même s'il lui a demandé de l'épouser.

- Renee Richardson (Kate French) : est un personnage apparaissant dans les sept premiers épisodes de la saison 7. Renee est une jeune femme qui, après une soirée arrosée avec Nathan et Clay, veut faire croire au public qu'elle a couché avec Nathan et qu'elle est enceinte de lui. Elle fait donc du chantage à Nathan : ou il la paye, ou elle fait éclater un scandale dans la presse. Lorsqu'Haley se retrouve en prison après avoir frappé Renee, celle-ci lui indique que Nathan l'a appelée à plusieurs reprises, ce que Nathan avait toujours nié. Lorsqu'Haley épluche les factures de téléphone de son mari, elle découvre une dizaine de fois le numéro de Renee. Haley commence à douter de Nathan, mais il lui explique que Renee et une trentaine de filles lui téléphonaient et le harcelaient. Dans l'épisode 7, elle est invitée à l'émission de Dan, où elle avoue qu'elle a couché avec un homme qui l'a mise enceinte, mais que ce n'était pas Nathan. Après cela, on ne la voit plus dans la série.

- Alexander Coyne (Mitch Ryan) : est le nouveau designer, très séduisant, engagé par Brooke pour la collection Homme de "Clothes Over Bro's" (saisons 7-8), mais aussi pour rendre Julian jaloux. Il aura une relation avec la mère de Brooke, Victoria Davis, avec laquelle il aura une relation qui durera quelques mois. Après leur rupture, il vivra toujours à New York, et travaillera pour la marque "Clothes For Bro's" (la marque masculine de "Clothes Over Bro's").

- Katie Ryan (Amanda Schull) : est un personnage qui apparaît dans les saisons 7 et 8. C'est une cliente prospective de Clay qui joue au tennis et qui ressemble comme deux gouttes d'eau à la défunte épouse de Clay, Sara Evans. Katie tombe rapidement folle amoureuse de Clay et menace Quinn, en cassant le portrait de Clay qui était exposé dans la galerie d'art de Quinn. Katie se voit épouser Clay, toutefois, lorsque ce dernier lui dit clairement qu'elle ne sera jamais Sara et qu'il aime Quinn, Katie menace Quinn et on commence à voir son côté psychopathe. À la fin de la saison 7, toujours aussi jalouse de Quinn et en colère contre Clay, elle s'introduit chez ce dernier et tire sur le couple. Elle revient à Tree Hill dans l'épisode 10 de la saison 8 et se bat presque à mort avec Quinn. Katie finit par se faire arrêter, au grand bonheur de Quinn. L'actrice, Amanda Schull, a également interprété Sara Evans (la défunte épouse de Clay). Elle est apparue au cours de la septième saison, dans les rêves, les flashbacks et les visions de Clay.